# Parabadminton

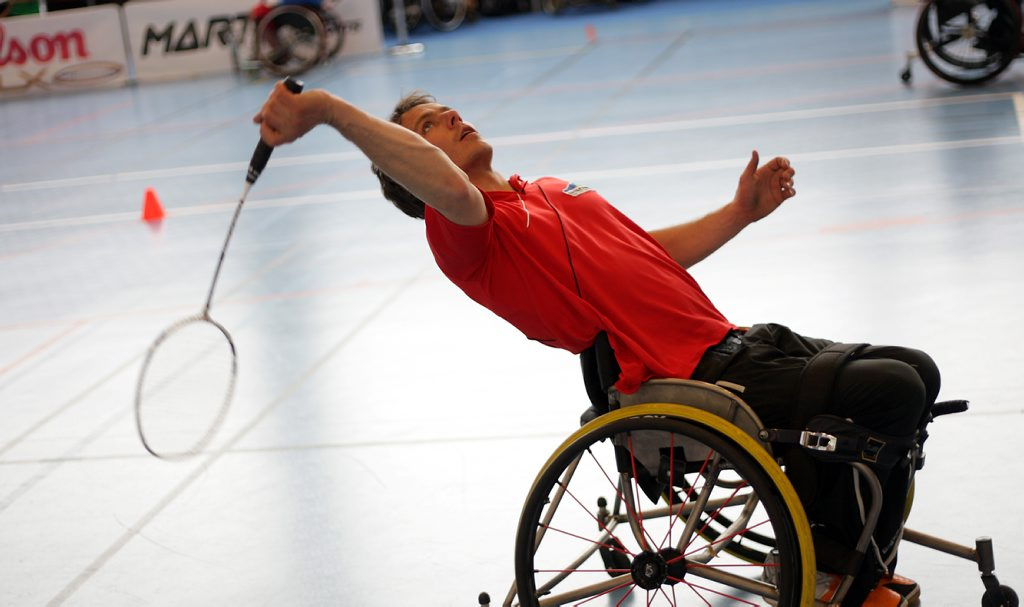
David Toupé, giocatore di parabadminton classe WH1.

Il parabadminton, talvolta indicato anche come para-badminton o para badminton, è una variante del badminton praticata da atleti con disabilità fisiche. Viene effettuata una divisione in classi di gara in base alla disabilità, ad esempio per le persone con sedia a rotelle o con protesi. Il gioco si basa sulle consuete regole del badminton, con le dimensioni del campo che variano in base alla categoria di disabilità e con l'altezza della rete pari a 1,55 m, esattamente come nel batminton.
A partire dal 2011 la federazione del parabadminton è stata integrata nella Badminton World Federation (BWF) e nel 2021, in occasione dei XVI Giochi paralimpici estivi, svoltisi a Tokyo, questo sport è stato per la prima volta inserito in un contesto olimpionico.

## Storia
L'IBAD, ossia l'International Badminton Association for Disabled, è stata fondata il 17 giugno 1995 a Stoke Mandeville come organo di governo del badminton per disabili a livello internazionale. Scopo dell'associazione, i paesi fondatori furono Croazia, Gran Bretagna, Israele, Italia, Paesi Bassi, Russia e Svizzera, era quello di promuovere, sviluppare e organizzare eventi per il badminton per i disabili, come i campionati europei, la cui prima edizione fu proprio nel 1995, e che si svolgono negli anni pari a partire dal 2004, e i campionati mondiali, la cui prima edizione fu nel 1998 e che si svolgono negli anni dispari a partire dal 2001, salvo le edizioni influenzate dalla pandemia di COVID-19.
Nel 2007, l'IBAD propose l'inclusione del parabadminton nei XIV Giochi paralimpici estivi, svoltisi a Londra, dal 29 agosto al 9 settembre 2012, tuttavia la domanda non fu accolta.
Nel 2009, il consiglio direttivo dell'IBAD decise di integrare l'associazione nella BWF, la federazione mondiale del badminton, con il proprio presidente che sarebbe divenuto membro invitato del consiglio direttivo di quest'ultima e, nel corso del processo di integrazione, l'IBAD fu ribattezza PBWF, ossia Parabadminton World Federation. Tale processo si concluse nel 2011, con lo scioglimento ufficiale della PBWF e il passaggio del parabadminton, ribattezzato nel corso degli anni para-badminton e infine para badminton, sotto il patrocinio della BWF.
Nel 2021, dopo essere stato escluso anche dai XV Giochi paralimpici estivi, svoltisi a Rio De Janeiro nel 2016, il parabadminton è stato inserito per la prima volta in un programma olimpionico in occasione dei XVI Giochi paralimpici estivi e, nel 2024, è stato presente anche ai XVII Giochi paralimpici estivi, svoltisi a Parigi.

## Classificazione
Così come accade per gli altri sport paralimpici, anche nel caso del parabadminton gli atleti sono divisi in classi, a seconda della loro disabilità e della gravità di quest'ultima. Negli anni, tale classificazione è cambiata più volte ma a partire dal 2011 ha raggiunto una forma rimasta da allora inalterata, che prevede in tutto sei classi, di cui due riservate ad atleti posti su sedia a rotelle, tre riservate ad atleti in grado di reggersi in piedi ma con disabilità crescenti agli arti inferiori o superiori e una dedicata ad atleti la cui bassa statura è dovuta all'acondroplasia o ad altre condizioni genetiche.
| WH1 (Sedia a rotelle 1) | Gli atleti hanno una disabilità sia negli arti inferiori che nella funzionalità del tronco e necessitano di una sedia a rotelle.                     |
| WH2 (Sedia a rotelle 2) | Gli atleti hanno una disabilità in uno o entrambi gli arti inferiori, una disabilità minima o nulla del tronco e necessitano di una sedia a rotelle. |
| SL3 (In piedi 3)        | Gli atleti hanno una disabilità in uno o entrambi gli arti inferiori e scarso equilibrio nel camminare/correre.                                      |
| SL4 (In piedi 4)        | Gli atleti hanno una disabilità in uno o entrambi gli arti inferiori e una compromissione minima dell'equilibrio tra camminata e corsa.              |
| SU5 (In piedi 5)        | Gli atleti presentano una disabilità agli arti superiori.                                                                                            |
| SH6 (Bassa statura 6)   | Gli atleti hanno bassa statura a causa di una predisposizione genetica.                                                                              |

## Specialità
Come nel badminton, anche nel parabadminton gli atleti competono nel singolo femminile e maschile, nel doppio femminile e maschile e nel doppio misto.

### Gare di doppio e doppio misto
Per le gare di doppio e doppio misto gli atleti possono essere accoppiati secondo le regole sotto riportate, con i punti dati dalla classe di appartenenza.
| Numero | Specialità                                    | Classe         | Punteggio             | Erlaubte Accoppiamento                            | Nicht Non consentito                |
| ------ | --------------------------------------------- | -------------- | --------------------- | ------------------------------------------------- | ----------------------------------- |
| (1)    | Doppio maschile Doppio femminile Doppio misto | WH 1 & WH 2    | Un massimo di 3 punti | WH 1 + WH 2 (WH 1 + WH 1)                         | WH 2 + WH 2                         |
| (2)    | Doppio maschile                               | SL 3 & SL 4    | Un massimo di 7 punti | SL 3 + SL 4 (SL 3 + SL 3)                         | SL 4 + SL 4 SL 3 + SU 5 SL 4 + SU 5 |
| (3)    | Doppio maschile                               | SU 5           | Senza limitazioni     | SU 5 + SU 5 (o qualsiasi altra combinazione)      |                                     |
| (4)    | Doppio femminile doppio misto                 | Da SL 3 a SU 5 | Un massimo di 8 punti | SL 3 + SU 5 SL 4 + SL 4 (SL 3 + SL 4 SL 3 + SL 3) | SL 4 + SU 5 SU 5 + SU 5             |

### Competizioni internazionali
Nelle competizioni internazionali le specialità sono quelle mostrate di seguito.
| Specialità          | Sedia a rotelle     | Sedia a rotelle     | In piedi            | In piedi            | In piedi            | Bassa statura |
| Specialità          | WH 1                | WH 2                | SL 3                | SL 4                | SU 5                | SH 6          |
| ------------------- | ------------------- | ------------------- | ------------------- | ------------------- | ------------------- | ------------- |
| Singolare maschile  | X                   | X                   | X                   | X                   | X                   | X             |
| Singolare femminile | X                   | X                   | X                   | X                   | X                   | X             |
| Doppio maschile     | (1) ◀––– X –––▶ (1) | (1) ◀––– X –––▶ (1) | (2) ◀––– X –––▶ (2) | (2) ◀––– X –––▶ (2) | (3) X (3)           | X             |
| Doppio femminile    | (1) ◀––– X –––▶ (1) | (1) ◀––– X –––▶ (1) | (4) ◀––– X –––▶ (4) | (4) ◀––– X –––▶ (4) | (4) ◀––– X –––▶ (4) | X             |
| Doppio misto        | (1) ◀––– X –––▶ (1) | (1) ◀––– X –––▶ (1) | (4) ◀––– X –––▶ (4) | (4) ◀––– X –––▶ (4) | (4) ◀––– X –––▶ (4) | X             |